# أردلان أشتياني
أردلان أشتياني (بالفارسية: اردلان آشتیانی) هو لاعب كرة قدم إيراني في مركز ظهير ‏، ولد في 5 أبريل 1982 في طهران في إيران. لعب مع نادي برسبوليس ونادي كهر دورود لرستان.